# Le Code de l'horreur
Albums de Rohff
Le cauchemar du rap français : chapitre 1
(2007) Zénith Classics
(2009)
Singles
1. La grande classe
2. Rap Game
3. Progress
4. Paris
5. Hysteric love
6. K-Sos for life (remix)
7. Sévère
8. Repris de justesse
9. Magnifique (remix)

Le Code de l'horreur est le cinquième album studio du rappeur français Rohff, sorti le 15 décembre 2008 sur les labels Hostile Records, Foolek Records, et EMI.

## Genèse
Le 15 décembre 2008, Rohff sort son cinquième album solo, Le Code de l'horreur, le jour de son anniversaire. Il fait suite à l'album Au-delà de mes limites, sorti fin 2005. Il se présente sous la forme d'un simple album, à l'inverse des deux précédents qui sont des doubles albums.
Cet album est un énorme succès, il est aujourd'hui l'un des albums de rap français à avoir réalisé le plus de ventes derrière Diam's ou encore Booba. Dans ce cinquième opus, qui est celui qui a fait le plus de succès des cinq, on y trouve plusieurs featuring comme Hysteric love (feat. Amel Bent), Si seul (feat. Wallen) ou encore Progress (feat. Junior Reid, un des plus grands dans le reggae). Contrairement à ce qui a été annoncé avant la sortie de l'album, TLF n'y participe pas.
À sa sortie, l'album était disponible sous deux versions : la version classique (CD simple avec 17 titres, visuel noir sur fond blanc) ou la version "Gold" (CD avec 17 titres + CD bonus avec 5 titres inédits, visuel noir sur fond doré) en édition limitée (étant en édition limitée, elle a été entièrement épuisée en moins d'une semaine).
Certaines rumeurs disaient que Rohff aurait clashé Booba dans son morceau Rap Game, en citant les mesures : « Il revendique la 0.9, que du bluff : Avant son succès, il gérait 0 meuf » (le nouvel album de Booba s'appelant 0.9) ainsi que « Il perd son sang-froid, exprime sa jalousie devant une groupie, qui portent du Distinct, qui font HOUSNI! » qui ferait allusion à Urban Peace 2. Néanmoins, Rohff dément dans plusieurs interviews, notamment à Planète Rap, avoir visé Booba.

## Production
L'album a été mixé à Miami et Rohff a participé au niveau des productions. Rohff a écrit une partie de cet album en prison, lors de son incarcération entre juillet et novembre 2007.

## Promotion
Afin d'annoncer la sortie de son cinquième album, le clip La grande classe est envoyé sur les écrans, puis le morceau Rap Game est joué sur les ondes radio. Il assure aussi la promotion du projet pendant sa semaine de Planète Rap.
En 2009, Rohff continue de promouvoir son opus, notamment en produisant plusieurs nouveaux clips, dont ceux des morceaux Hysteric love (feat. Amel Bent), puis celui de Sévère, réalisé par Chris Macari. En juin 2009, il sort son septième et dernier clip, Repris de justesse tourné à New York par Johnatan Mannion (qui avait produit les pochettes de La fierté des nôtres et de Au-delà de mes limites) pour la bande originale du film Notorious sur le défunt rappeur américain The Notorious B.I.G. Le clip dresse le parallèle entre la vie de The Notorious B.I.G. et celle de Rohff. Une combinaison visuelle historique pour le rap français qui depuis prend une nouvelle envergure. Rohff apparaît également dans un court-métrage de Chill-P (un rappeur amateur français) s'intitulant La note du crime.
Le 9 juin, Rohff fait sortir son nouveau titre intitulé K-Sos for life (Remix) (mixé par Koudjo, qui avait déjà fait le remix de Starfuckeuse), un remix officiel du titre K-Sos for life qui parait dans l'album Le code de l'horreur Classics.

### La tournée de l'horreur
Le 13 mars 2009, Rohff commence sa tournée dans toute la France avec quelques dates en Belgique et en Suisse pour promouvoir son album. La tournée de l'horreur (le nom que Rohff donna à cette tournée) fut un véritable succès, il a même rempli l'Olympia de Paris où il a donné un concert le 14 avril 2009. Rohff a également fait des concerts à Lyon, Toulouse ou encore à Nancy. Le 28 mars 2009, il a donné le premier concert de sa carrière à Bruxelles (dans la tournée pour l'album Au-delà de mes limites, il y avait également une date prévue à Bruxelles, mais la tournée fut annulée à cause de ses problèmes avec la justice). L'Ancienne Belgique (nom de la salle où il a donné ce concert) rayonnait de mille feux. L'ambiance fut à son comble. Rohff a même remercié le public en lui dédiant une chanson (c'était la chanson Paris, dont il remplaça le refrain par « Bruxelles » au lieu de « Paris »), ou encore en se jetant dans la foule pendant la chanson Ça fait plaisir au moment où il dit : « Quand le public connait mes textes par cœur, ça fait chaud au cœur. Sa me donne envie de sauter dans la foule comme un rockeur. ».
En juin 2009, il annonce deux nouvelles dates : une le 3 octobre 2009 au Zénith de Strasbourg, l'autre le 6 octobre au Zénith de Paris. Le 26 juin, Rohff se fait le plaisir de revenir sur scène à Bruxelles à l'occasion de la 20e édition du Festival Couleur Café. Sur scène, Rohff défendait sa place de leader du rap français. Le beat, excellent, se prenait en pleine poitrine et les paroles, pour ceux qui voulaient suivre ce qu'il disait, défilaient derrière lui. Rohff n'a pas démérité, les fans du genre semblaient plutôt satisfaits. Il a quitté la scène à l'heure dite, justifiant sa ponctualité par ces mots : « C'est un festival avec plein de musiques différentes. J'ai du respect pour les autres, je m'en vais. Mais on va leur montrer qu'avec un hip-hop authentique, on va tous les mettre à l'amende. ». Bruxelles n'a pas hésité à se manifester bruyamment, ce qui a valu un « vous avez la classe » d'un Rohff ravi.
Le 3 octobre, Rohff était au Zénith de Strasbourg. Voici ce que le blog officiel du label de Rohff publie après le concert : « LE PYROMANE A TOUT CRAMÉ AU ZÉNITH DE STRASBOURG ! HOUS' EN MODE DURACELL, UNE VRAIE DÉCHARGE ÉLECTRIQUE ».

### Rohff rend hommage à Michael Jackson
Après la mort de Michael Jackson le 25 juin 2009 à la suite d'une crise cardiaque à l'âge de 50 ans, Rohff a tenu à lui rendre hommage : « Je venais d'arriver en France en 1984, je ne parlais pas un mot français, lorsque je suis tombé sur la cassette de Thriller, Michael Jackson m'a fait tomber amoureux du son, il m'a donné la notion de la magie sonore, la meilleure partie musicale de mon passé s'est éteinte. Les plus grands partent toujours les premiers et personne n'apportera autant qu'il a apporté. R.I.P. ».
Le 3 octobre 2009, lors de son concert au Zénith de Strasbourg, Rohff tient encore une fois à rendre hommage à Michael Jackson, mais cette fois d'une manière différente : il reprend un couplet du featuring avec Humphrey, Dans la minute, sur l'instrument du fameux hit de Michael Jackson, Beat It.

## Clips vidéos
- 2008 : La grande classe [Clip Officiel]
- 2008 : Progress [Clip Officiel]
- 2008 : Rap Game [Clip Officiel]
- 2009 : Paris [Clip Officiel]
- 2009 : Hysteric love (feat. Amel Bent) [Clip Officiel]
- 2009 : Sévère [Clip Officiel]
- 2009 : Repris de justesse [Clip Officiel]

## Liste des pistes
| 1.    | Rap Game                        | Gee Futuristic (de) | 04:26 |
| 2.    | J'arrive                        | Koudjo              | 03:26 |
| 3.    | L'expression du malaise         | Cannibal Smith      | 04:11 |
| 4.    | K-Sos for life                  | Big Nas             | 04:48 |
| 5.    | Repris de justesse              | Koudjo              | 04:39 |
| 6.    | Sans amour (feat. Speedy)       | Wealstarr           | 04:35 |
| 7.    | Si seul (feat. Wallen)          | Koudjo              | 05:02 |
| 8.    | Hysteric love (feat. Amel Bent) | J.R. Rotem          | 04:47 |
| 9.    | La grande classe                | Trackdilla          | 04:35 |
| 10.   | Que pour les vrais              | Blastar             | 04:28 |
| 11.   | Paris                           | Koudjo              | 04:26 |
| 12.   | Sévère                          | Trackdilla          | 03:32 |
| 13.   | Rien de spécial                 | Koudjo              | 04:42 |
| 14.   | Progress (feat. Junior Reid)    | Wealstarr           | 04:41 |
| 15.   | Pyromane                        | Trackdilla          | 04:38 |
| 16.   | Le virus                        | J.R. Rotem          | 04:25 |
| 17.   | Testament                       | Gee Futuristic (de) | 08:04 |
| 79:33 |                                 |                     |       |

| CD Bonus "Version Gold" | CD Bonus "Version Gold"                           | CD Bonus "Version Gold" | CD Bonus "Version Gold" | CD Bonus "Version Gold" | CD Bonus "Version Gold" | CD Bonus "Version Gold" | CD Bonus "Version Gold" | CD Bonus "Version Gold" | CD Bonus "Version Gold" |
| No                      | Titre                                             | Compositeur(s)          | Durée                   |                         |                         |                         |                         |                         |                         |
| ----------------------- | ------------------------------------------------- | ----------------------- | ----------------------- | ----------------------- | ----------------------- | ----------------------- | ----------------------- | ----------------------- | ----------------------- |
| 1.                      | Mal à la vie                                      | Kevin Kay               | 05:05                   |                         |                         |                         |                         |                         |                         |
| 2.                      | Comoriano (feat. Salim Ali Amir et Zainaba Ahmed) | Spike Miller            | 04:37                   |                         |                         |                         |                         |                         |                         |
| 3.                      | Magnifique (feat. Cassandra)                      | Koudjo                  | 04:06                   |                         |                         |                         |                         |                         |                         |
| 4.                      | T'es refait                                       | Big Nas                 | 02:24                   |                         |                         |                         |                         |                         |                         |
| 5.                      | Classique                                         | Big Nas                 | 04:51                   |                         |                         |                         |                         |                         |                         |
| 21:04                   |                                                   |                         |                         |                         |                         |                         |                         |                         |                         |

## Samples
- Repris de justesse : Black Superman de Above The Law
- Sévère : East Coast, West Coast Killas de Dr. Dre

## Réception

### Ventes
Dès sa première semaine d'exploitation, l'album se vend à 58 400 exemplaires. Il s'agit donc de l'album de rap français le plus vendu lors de sa première semaine de ventes des années 2000. En 2008, Le Code de l'horreur sera classé numéro sept des meilleures ventes d'albums hip-hop et R'n'B en France, avec 275 000 exemplaires écoulés.

## Classements
| Pays                         | Meilleure position |
| ---------------------------- | ------------------ |
| Belgique (Flandre Ultratop)  | —                  |
| Belgique (Wallonie Ultratop) | 27                 |
| France (SNEP)                | 4                  |
| Suisse (Schweizer Hitparade) | —                  |

## Réédition
Une réédition de l'album sort le 26 octobre 2009 sous le titre Le code de l'horreur Classics.
| 1.    | Rap Game                             | Gee Futuristic (de)      | 4:27 |
| 2.    | J'arrive                             | Koudjo                   | 3:27 |
| 3.    | Pas de héros                         | Médeline                 | 4:11 |
| 4.    | K-Sos for Life (Remix)               | Koudjo                   | 4:31 |
| 5.    | Repris de justesse                   | Koudjo pour Eclipse Time | 4:40 |
| 6.    | Sans Amour (feat. Speedy)            | Wealstarr                | 4:36 |
| 7.    | Si seul (feat. Wallen)               | Koudjo pour Eclipse Time | 5:03 |
| 8.    | Hysteric love (feat. Amel Bent)      | J.R. Rotem               | 4:48 |
| 9.    | La Grande Classe                     | Trackdilla               | 4:36 |
| 10.   | Que pour Les Vrais                   | Blastar pour Scorblaz    | 4:30 |
| 11.   | Paris                                | Koudjo pour Eclipse Time | 4:28 |
| 12.   | Sévère                               | Trackdilla               | 3:33 |
| 13.   | Magnifique (Remix) (feat. Cassandra) | Koudjo                   | 4:43 |
| 14.   | Progress (Remix) (feat. Junior Reid) | Gee Futuristic           | 4:43 |
| 15.   | Pyromane                             | Trackdilla               | 4:38 |
| 16.   | Le virus                             | J.R. Rotem               | 4:28 |
| 17.   | Testament                            | Gee Futuristic (de)      | 8:06 |
| 76:08 |                                      |                          |      |